# Euproctis baliolalis
Euproctis baliolalis là một loài bướm đêm thuộc họ Erebidae. Nó được tìm thấy ở góc đông nam của Úc.

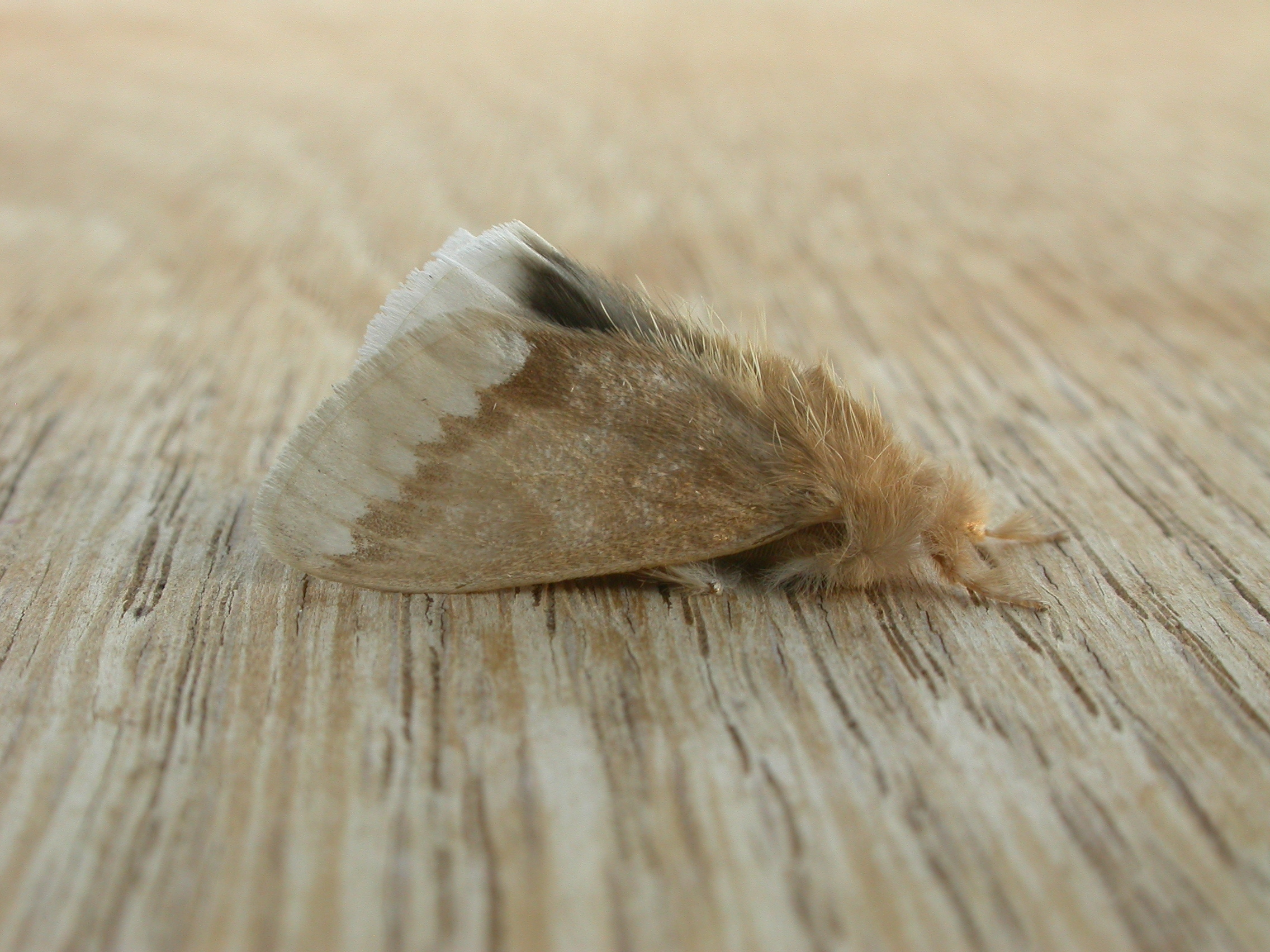

Sải cánh dài khoảng 50 mm. Con trưởng thành có nhiều lông và màu nâu.
Ấu trùng ăn lá của loài Eucalyptus.